# San Cassiano
San Cassiano är en ort och kommun i provinsen Lecce i regionen Apulien i Italien. Kommunen hade 2 037 invånare (2017).